# Формин, Алексей Вениаминович
Алексе́й Вениами́нович Формин (30 сентября 1974, Москва, СССР) — российский игрок в мини-футбол, вратарь.

## Биография
Дебют Формина на высоком уровне произошёл в 2001 году в составе югорского клуба «ТТГ-Ява». В дебютном же сезоне он выиграл с сибирской командой бронзовые медали, правда тогда почти не выходил на паркет. Впоследствии он стал играть чаще. Несмотря на это, в 2004 году перешёл в «Тюмень». Сезон спустя он вернулся в родную Москву. Два года выступал за «Спартак», затем столько же за подмосковный «Спартак-Щёлково».
В 2009 году Формин перешёл в новосибирский «Сибиряк». В сезоне 2010/11 выиграл вторые бронзовые медали в карьере, был вторым вратарём клуба после натурализованного бразильца Густаво. В следующем сезоне бразилец получил травму перед решающими матчами, и именно при участии Формина «Сибиряк» впервые в своей истории пробился в финал плей-офф. По окончании сезона 2016/17 года клуб не стал продлевать контракт. 7 сентября 2017 года Формин вернулся в «Спартак».